# Vulcanodon karibaensis
Vulcanodon karibaensis es la única especie conocida del género extinto Vulcanodon ("diente de volcán") de dinosaurio saurópodo que vivió a principios del período Jurásico hace unos 183 a 175 millones de años durante el Toarciense, en lo que hoy es África. Descubierto en 1969 en Zimbabue, fue considerado como el saurópodo más antiguo conocido durante décadas y sigue siendo uno de los saurópodos más primitivos que se han descubierto. Como un herbívoro cuadrúpedo que habita en el suelo, Vulcanodon ya mostraba el típico plan corporal de saurópodo con patas en forma de columna y cuello y cola largos. Era más pequeño que la mayoría de los otros saurópodos y medía aproximadamente 11 metros de largo.Se conoce a partir de un esqueleto fragmentario que incluye gran parte de la cintura pélvica , las patas traseras, los antebrazos y la cola, pero que carece del tronco y las vértebras del cuello , así como del cráneo.
Originalmente, se creía que este género era un prosaurópodo debido a los dientes en forma de cuchillo encontrados cerca de sus fósiles, lo que encaja con la idea de que los prosaurópodos eran omnívoros. Los científicos ahora saben que los dientes pertenecían a un terópodo no identificado que pudo haber hurgado en el cadáver de Vulcanodon. Ahora se sabe que es un verdadero saurópodo. Tras el descubrimiento del relacionado Tazoudasaurus, ambos animales se unificaron en la familia Vulcanodontidae, aunque esto no ha sido universalmente aceptado.

## Descripción
Inicialmente se pensó que Vulcanodon era un pequeño saurópodo. En 2010, Gregory S. Paul estimó su longitud en 11 metros y su peso en 3,5 toneladas. Algunos libros mencionan estimaciones más bajas de aproximadamente 6,5 metros. Sin embargo, en 2018, los investigadores han estimado una mayor masa corporal de 10,3 toneladas. El fémur medía 110 centímetros de largo.

Comparación de tamaño.

Como uno de los saurópodos más antiguos y basales, es importante para comprender la evolución temprana de este grupo. Los saurópodos descienden de los sauropodomorfos basales, informalmente llamados "prosaurópodos", que eran primitivamente bípedos, de dos patas. Si bien Vulcanodon ya era completamente cuadrúpedo, de cuatro patas, las proporciones de sus extremidades eran intermedias entre las de sus ancestros prosaurópodos y las de los saurópodos posteriores más derivados. Sus extremidades anteriores eran mucho más similares a los saurópodos posteriores que a los sauropodomorfos basales porque son rectas, mucho más gráciles y el extremo proximal del cúbito tiene forma de v. Desafortunadamente, ningún cráneo o cuello de Vulcanodon es conocido, aunque por lo demás es muy conocido.

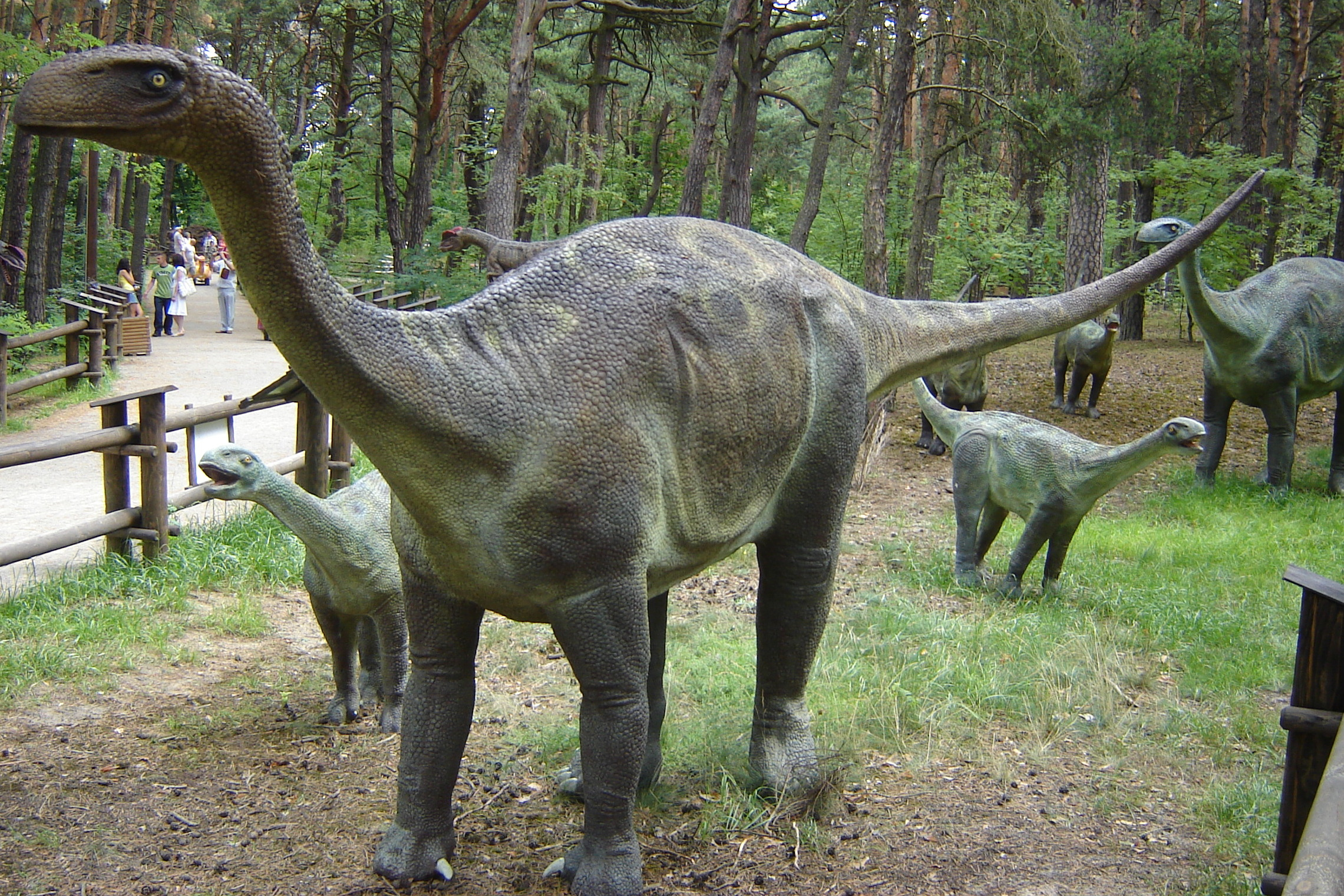
Modelo de plástico de una manada en el JuraPark en Solec Kujawski, Polonia.

Las extremidades de Vulcanodon eran robustas y parecidas a columnas, y sus extremidades anteriores ya eran proporcionalmente largas, alcanzando el 76% de la longitud de las extremidades posteriores. La parte inferior de la pierna, el metatarso y los dedos de los pies se acortaron en comparación con sus antepasados bípedos, pero aún no tan cortos como en los saurópodos posteriores.  El sacro estaba formado por cuatro vértebras sacras fusionadas. Los "prosaurópodos" poseían solo tres sacros. Los cuerpos vertebrales de la cola ya mostraban una incipiente excavación de sus lados laterales, ahorrando peso y dándoles un aspecto entallado visto desde abajo. En saurópodos posteriores, estas excavaciones se agrandaron para formar bolsas perforadas extensas llamadas pleurocoelos. En contraste con las muchas características similares a las de los saurópodos del esqueleto, la pelvis era relativamente primitiva, recordando a sus antepasados "prosaurópodos". Una de esas características es que la plataforma brevis del ilion tiene una fosa, que no se encuentra en ningún otro saurópodo derivado.
El hallux, el primer dedo del pie, mostraba una gran garra aplanada lateralmente, como se ve en los "prosaurópodos". Sin embargo, las garras del segundo y tercer dedo del pie eran inusuales por ser como uñas y más anchas que profundas. Esta característica también se encontró en Tazoudasaurus, género probablemente estrechamente relacionado, pero está ausente en todos los demás saurópodos. Los pies de Vulcanodon eran semiplantígrados como en los saurópodos posteriores, donde tanto los dedos como parte de los metatarsianos entran en contacto con el suelo, una característica derivada que no se encuentra en saurópodos más basales como Isanosaurus. Sin embargo, también conservaron rasgos primitivos, como el hecho de que las falanges no se redujeron.
Muchas de las características que se encuentran en los saurópodos de las que carecen los sauropodomorfos basales están relacionadas con el cambio en el tamaño del cuerpo. Las regiones más afectadas por esto son las extremidades posteriores y la pelvis. Por ejemplo, el alargamiento del ilion, la reducción del tamaño de la plataforma del trocánter menor y la postura semiplantígrada son algunas características que indican la cantidad y la posición de los músculos de las piernas que se modifican. Vulcanodon poseía estas características, la última de las cuales se ve más temprano en él. Sin embargo, Vulcanodon no tiene falanges distales reducidas, que se ven en Shunosaurus y todos los saurópodos más derivados. Esto significa que mientras la posición de los músculos de sus piernas estaba cambiando, aún no se habían reducido en la región distal de la extremidad.

## Descubrimiento e investigación

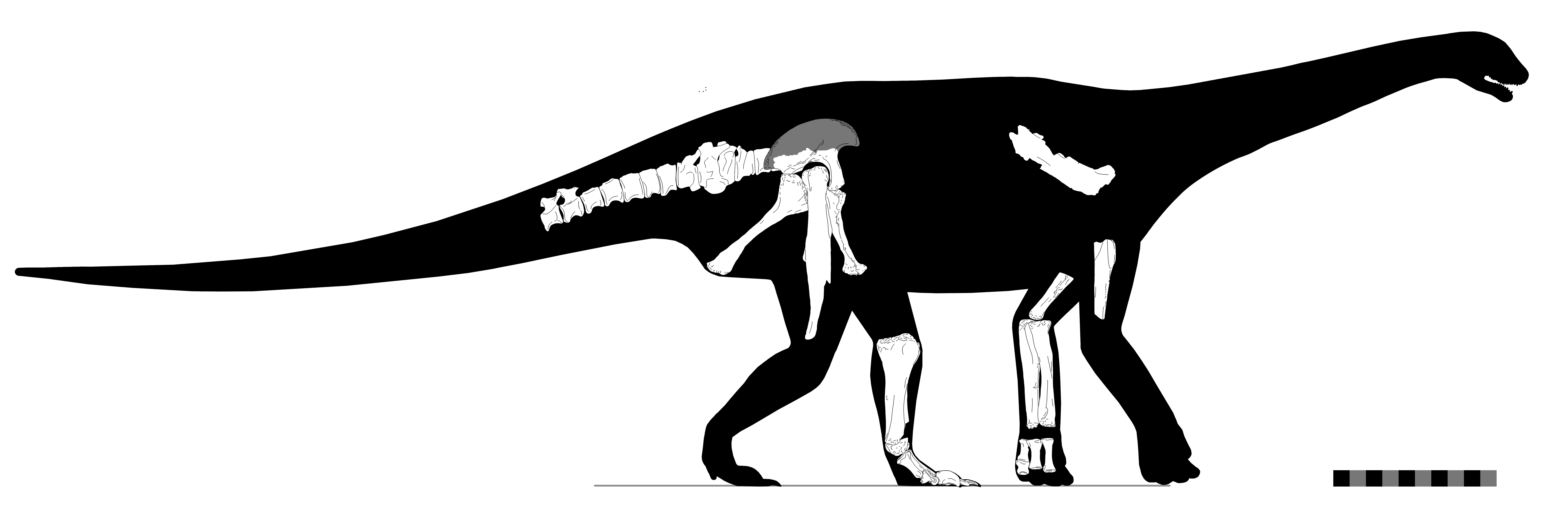
Diagrama esquelético que muestra los restos conocidos.

Vulcanodon se conoce solo de una sola localidad en una isla en el lago Kariba, el lago artificial más grande del mundo, en el norte de Zimbabue, antes Rhodesia. La isla, ubicada al oeste de Bumi Hills, se llama "Isla 126/127", por los primeros mapas inéditos del lago, pero no tiene un nombre formal. El primer hueso fue encontrado por B. A. Gibson de la ciudad de Kariba en julio de 1969, y un equipo de excavación recolectó el espécimen en octubre de 1969, marzo de 1970 y mayo de 1970. En la segunda mitad de 1970, el nuevo hallazgo se presentó en un simposio científico en Ciudad del Cabo y se publicó una breve nota. El hallazgo fue nombrado y descrito formalmente en julio de 1972 por el paleontólogo Michael Raath. El nombre Vulcanodon del latín Vulcanus,  dios romano del fuego combinado odon, "diente" en griego, apunta al hecho de que el esqueleto fue encontrado en arenisca , que en ese momento fue malinterpretado como parte del Formación Batoka, pero en realidad es parte del Bosque Arenisca se encuentra unos metros por debajo de los flujos de lava de esta formación, y enfatiza los dientes peculiares en forma de cuchillo que ahora se sabe que pertenecen a un terópodo. El nombre específico , karibaensis , se refiere al lugar del descubrimiento en una pequeña isla en el lago Kariba. Fue uno de los primeros dinosaurios encontrados en Zimbabue.
El esqueleto, número de catálogo QG24, se ha encontrado erosionándose en la ladera de una colina y fue parcialmente erosionado por la exposición de la superficie y las raíces de las plantas. Incluye la pelvis y el sacro, la mayor parte de la extremidad trasera izquierda y el pie, un fémur derecho y doce vértebras anteriores de la cola. Estos restos pertenecen a un solo individuo ya que se encontraron todos articulados, todavía conectados entre sí. Además, se encontraron varios huesos desarticulados, incluido el antebrazo derecho y algunos metacarpianos y falanges tanto del antepié derecho como del izquierdo, probablemente también pertenecientes a este individuo. Más tarde, el sitio fue revisado por los científicos Geoffrey Bond y Michael Cooper, quienes pudieron recolectar restos adicionales, incluida una escápula , espécimen QG152 y un fragmento de una vértebra del cuello. Estos restos muestran que más de un individuo estuvo presente, y es posible que no pertenezcan a Vulcanodon. Hoy en día, los restos de Vulcanodon se almacenan en el Museo de Historia Natural de Zimbabue en Bulawayo.
Raath en 1972 notó el descubrimiento de nueve dientes carnívoros fragmentarios cerca de la región pélvica del esqueleto. Argumentó que el cadáver de Vulcanodon podría haber sido incrustado con la cabeza y el cuello doblados hacia atrás por encima de la pelvis, una postura llamada pose de muerte que se ve con frecuencia en los esqueletos de dinosaurios. Los dientes habrían sido los únicos elementos conservados del cráneo. Sin embargo, como lo demostró Cooper en 1984, estos dientes no pertenecen a Vulcanodon sino a un dinosaurio terópodo que pudo haber hurgado en el cadáver de Vulcanodon.

## Clasificación
Originalmente, Michael Raath en 1972 describió a Vulcanodon no como un saurópodo sino como un prosaurópodo avanzado y especializado, posiblemente de la familia Melanorosauridae. Según Raath, las proporciones de las extremidades similares a las de los saurópodos en Vulcanodon evolucionaron independientemente de las de los verdaderos saurópodos, a través de la evolución convergente. Argumentó que las características primitivas de la pelvis, así como los dientes en forma de cuchillo, impedirian una clasificación dentro de los Sauropoda. Sin embargo, ahora se sabe que los dientes pertenecen a un terópodo. Arthur Cruickshank en 1975 fue el primero en demostrar que Vulcanodon era de hecho un saurópodo, argumentando que el quinto hueso metatarsiano era tan largo como los metatarsianos restantes, una condición que se observa en otros saurópodos pero no en los prosaurópodos. Hoy en día, Vulcanodon es universalmente aceptado como uno de los miembros más basales de Sauropoda.
Michael Cooper en 1984 erigió una nueva familia, Vulcanodontidae , que consideró como el "patrón" de las familias de saurópodos posteriores. Originalmente, Vulcanodontidae incluía a Vulcanodon y al indio Barapasaurus, pero estudios posteriores atribuyeron una serie de otros géneros de saurópodos tempranos mucho más fragmentarios a esta familia, incluidos Ohmdenosaurus y Zizhongosaurus. Paul Upchurch en 1995 mostró que Barapasaurus estaba más estrechamente relacionado con saurópodos posteriores y más avanzados que con Vulcanodon, lo que hace que Vulcanodontidae sea polifilético y por lo tanto inválida.
Las relaciones exactas con otros géneros de saurópodos basales siguen sin estar claras. Ronan Allain y sus colegas tanto en 2004 como en 2008 descubrieron que Vulcanodon está más estrechamente relacionado con Tazoudasaurus, un género de saurópodo recién descubierto en Marruecos. Estos investigadores sugirieron reintroducir el nombre Vulcanodontidae para nombrar el clado que contiene Vulcanodon y Tazoudasaurus. Sin embargo, esta relación de hermanos entre Tazoudasaurus y Vulcanodon no pudo ser confirmada por otros análisis.
Adam Yates en 2004 describió una sola vértebra de cola de saurópodo de la Formación Elliot superior de Sudáfrica que puede pertenecer a un género estrechamente relacionado con Vulcanodon. La Formación Upper Elliot es famosa por sus abundantes fósiles del prosaurópodo Massospondylus.

### Filogenia
Filogenia basal de saurópodos , simplificada según Allain y Aquesbi , 2008.

|  | Vulcanodon    |
|  |               |
|  | Tazoudasaurus |
|  |               |

| Omeisauridae | \| \| Omeisaurus \| \| \| \| \| \| Mamenchisaurus \| \| \| \| |
|              | \| \| Omeisaurus \| \| \| \| \| \| Mamenchisaurus \| \| \| \| |
|              | Neosauropoda                                                  |
|              |                                                               |
|              | Omeisaurus                                                    |
|              |                                                               |
|              | Mamenchisaurus                                                |
|              |                                                               |

|  | Omeisaurus     |
|  |                |
|  | Mamenchisaurus |
|  |                |

| Omeisauridae | \| \| Omeisaurus \| \| \| \| \| \| Mamenchisaurus \| \| \| \| |
|              | \| \| Omeisaurus \| \| \| \| \| \| Mamenchisaurus \| \| \| \| |
|              | Neosauropoda                                                  |
|              |                                                               |
|              | Omeisaurus                                                    |
|              |                                                               |
|              | Mamenchisaurus                                                |
|              |                                                               |

|  | Omeisaurus     |
|  |                |
|  | Mamenchisaurus |
|  |                |

|  | Vulcanodon    |
|  |               |
|  | Tazoudasaurus |
|  |               |

| Omeisauridae | \| \| Omeisaurus \| \| \| \| \| \| Mamenchisaurus \| \| \| \| |
|              | \| \| Omeisaurus \| \| \| \| \| \| Mamenchisaurus \| \| \| \| |
|              | Neosauropoda                                                  |
|              |                                                               |
|              | Omeisaurus                                                    |
|              |                                                               |
|              | Mamenchisaurus                                                |
|              |                                                               |

|  | Omeisaurus     |
|  |                |
|  | Mamenchisaurus |
|  |                |

| Omeisauridae | \| \| Omeisaurus \| \| \| \| \| \| Mamenchisaurus \| \| \| \| |
|              | \| \| Omeisaurus \| \| \| \| \| \| Mamenchisaurus \| \| \| \| |
|              | Neosauropoda                                                  |
|              |                                                               |
|              | Omeisaurus                                                    |
|              |                                                               |
|              | Mamenchisaurus                                                |
|              |                                                               |

|  | Omeisaurus     |
|  |                |
|  | Mamenchisaurus |
|  |                |

|  | Vulcanodon    |
|  |               |
|  | Tazoudasaurus |
|  |               |

| Omeisauridae | \| \| Omeisaurus \| \| \| \| \| \| Mamenchisaurus \| \| \| \| |
|              | \| \| Omeisaurus \| \| \| \| \| \| Mamenchisaurus \| \| \| \| |
|              | Neosauropoda                                                  |
|              |                                                               |
|              | Omeisaurus                                                    |
|              |                                                               |
|              | Mamenchisaurus                                                |
|              |                                                               |

|  | Omeisaurus     |
|  |                |
|  | Mamenchisaurus |
|  |                |

| Omeisauridae | \| \| Omeisaurus \| \| \| \| \| \| Mamenchisaurus \| \| \| \| |
|              | \| \| Omeisaurus \| \| \| \| \| \| Mamenchisaurus \| \| \| \| |
|              | Neosauropoda                                                  |
|              |                                                               |
|              | Omeisaurus                                                    |
|              |                                                               |
|              | Mamenchisaurus                                                |
|              |                                                               |

|  | Omeisaurus     |
|  |                |
|  | Mamenchisaurus |
|  |                |

|  | Vulcanodon    |
|  |               |
|  | Tazoudasaurus |
|  |               |

| Omeisauridae | \| \| Omeisaurus \| \| \| \| \| \| Mamenchisaurus \| \| \| \| |
|              | \| \| Omeisaurus \| \| \| \| \| \| Mamenchisaurus \| \| \| \| |
|              | Neosauropoda                                                  |
|              |                                                               |
|              | Omeisaurus                                                    |
|              |                                                               |
|              | Mamenchisaurus                                                |
|              |                                                               |

|  | Omeisaurus     |
|  |                |
|  | Mamenchisaurus |
|  |                |

| Omeisauridae | \| \| Omeisaurus \| \| \| \| \| \| Mamenchisaurus \| \| \| \| |
|              | \| \| Omeisaurus \| \| \| \| \| \| Mamenchisaurus \| \| \| \| |
|              | Neosauropoda                                                  |
|              |                                                               |
|              | Omeisaurus                                                    |
|              |                                                               |
|              | Mamenchisaurus                                                |
|              |                                                               |

|  | Omeisaurus     |
|  |                |
|  | Mamenchisaurus |
|  |                |

|  | Vulcanodon    |
|  |               |
|  | Tazoudasaurus |
|  |               |

| Omeisauridae | \| \| Omeisaurus \| \| \| \| \| \| Mamenchisaurus \| \| \| \| |
|              | \| \| Omeisaurus \| \| \| \| \| \| Mamenchisaurus \| \| \| \| |
|              | Neosauropoda                                                  |
|              |                                                               |
|              | Omeisaurus                                                    |
|              |                                                               |
|              | Mamenchisaurus                                                |
|              |                                                               |

|  | Omeisaurus     |
|  |                |
|  | Mamenchisaurus |
|  |                |

| Omeisauridae | \| \| Omeisaurus \| \| \| \| \| \| Mamenchisaurus \| \| \| \| |
|              | \| \| Omeisaurus \| \| \| \| \| \| Mamenchisaurus \| \| \| \| |
|              | Neosauropoda                                                  |
|              |                                                               |
|              | Omeisaurus                                                    |
|              |                                                               |
|              | Mamenchisaurus                                                |
|              |                                                               |

|  | Omeisaurus     |
|  |                |
|  | Mamenchisaurus |
|  |                |

|  | Vulcanodon    |
|  |               |
|  | Tazoudasaurus |
|  |               |

| Omeisauridae | \| \| Omeisaurus \| \| \| \| \| \| Mamenchisaurus \| \| \| \| |
|              | \| \| Omeisaurus \| \| \| \| \| \| Mamenchisaurus \| \| \| \| |
|              | Neosauropoda                                                  |
|              |                                                               |
|              | Omeisaurus                                                    |
|              |                                                               |
|              | Mamenchisaurus                                                |
|              |                                                               |

|  | Omeisaurus     |
|  |                |
|  | Mamenchisaurus |
|  |                |

| Omeisauridae | \| \| Omeisaurus \| \| \| \| \| \| Mamenchisaurus \| \| \| \| |
|              | \| \| Omeisaurus \| \| \| \| \| \| Mamenchisaurus \| \| \| \| |
|              | Neosauropoda                                                  |
|              |                                                               |
|              | Omeisaurus                                                    |
|              |                                                               |
|              | Mamenchisaurus                                                |
|              |                                                               |

|  | Omeisaurus     |
|  |                |
|  | Mamenchisaurus |
|  |                |

|  | Vulcanodon    |
|  |               |
|  | Tazoudasaurus |
|  |               |

| Omeisauridae | \| \| Omeisaurus \| \| \| \| \| \| Mamenchisaurus \| \| \| \| |
|              | \| \| Omeisaurus \| \| \| \| \| \| Mamenchisaurus \| \| \| \| |
|              | Neosauropoda                                                  |
|              |                                                               |
|              | Omeisaurus                                                    |
|              |                                                               |
|              | Mamenchisaurus                                                |
|              |                                                               |

|  | Omeisaurus     |
|  |                |
|  | Mamenchisaurus |
|  |                |

| Omeisauridae | \| \| Omeisaurus \| \| \| \| \| \| Mamenchisaurus \| \| \| \| |
|              | \| \| Omeisaurus \| \| \| \| \| \| Mamenchisaurus \| \| \| \| |
|              | Neosauropoda                                                  |
|              |                                                               |
|              | Omeisaurus                                                    |
|              |                                                               |
|              | Mamenchisaurus                                                |
|              |                                                               |

|  | Omeisaurus     |
|  |                |
|  | Mamenchisaurus |
|  |                |

|  | Vulcanodon    |
|  |               |
|  | Tazoudasaurus |
|  |               |

| Omeisauridae | \| \| Omeisaurus \| \| \| \| \| \| Mamenchisaurus \| \| \| \| |
|              | \| \| Omeisaurus \| \| \| \| \| \| Mamenchisaurus \| \| \| \| |
|              | Neosauropoda                                                  |
|              |                                                               |
|              | Omeisaurus                                                    |
|              |                                                               |
|              | Mamenchisaurus                                                |
|              |                                                               |

|  | Omeisaurus     |
|  |                |
|  | Mamenchisaurus |
|  |                |

| Omeisauridae | \| \| Omeisaurus \| \| \| \| \| \| Mamenchisaurus \| \| \| \| |
|              | \| \| Omeisaurus \| \| \| \| \| \| Mamenchisaurus \| \| \| \| |
|              | Neosauropoda                                                  |
|              |                                                               |
|              | Omeisaurus                                                    |
|              |                                                               |
|              | Mamenchisaurus                                                |
|              |                                                               |

|  | Omeisaurus     |
|  |                |
|  | Mamenchisaurus |
|  |                |

|  | Vulcanodon    |
|  |               |
|  | Tazoudasaurus |
|  |               |

| Omeisauridae | \| \| Omeisaurus \| \| \| \| \| \| Mamenchisaurus \| \| \| \| |
|              | \| \| Omeisaurus \| \| \| \| \| \| Mamenchisaurus \| \| \| \| |
|              | Neosauropoda                                                  |
|              |                                                               |
|              | Omeisaurus                                                    |
|              |                                                               |
|              | Mamenchisaurus                                                |
|              |                                                               |

|  | Omeisaurus     |
|  |                |
|  | Mamenchisaurus |
|  |                |

| Omeisauridae | \| \| Omeisaurus \| \| \| \| \| \| Mamenchisaurus \| \| \| \| |
|              | \| \| Omeisaurus \| \| \| \| \| \| Mamenchisaurus \| \| \| \| |
|              | Neosauropoda                                                  |
|              |                                                               |
|              | Omeisaurus                                                    |
|              |                                                               |
|              | Mamenchisaurus                                                |
|              |                                                               |

|  | Omeisaurus     |
|  |                |
|  | Mamenchisaurus |
|  |                |

|  | Vulcanodon    |
|  |               |
|  | Tazoudasaurus |
|  |               |

| Omeisauridae | \| \| Omeisaurus \| \| \| \| \| \| Mamenchisaurus \| \| \| \| |
|              | \| \| Omeisaurus \| \| \| \| \| \| Mamenchisaurus \| \| \| \| |
|              | Neosauropoda                                                  |
|              |                                                               |
|              | Omeisaurus                                                    |
|              |                                                               |
|              | Mamenchisaurus                                                |
|              |                                                               |

|  | Omeisaurus     |
|  |                |
|  | Mamenchisaurus |
|  |                |

| Omeisauridae | \| \| Omeisaurus \| \| \| \| \| \| Mamenchisaurus \| \| \| \| |
|              | \| \| Omeisaurus \| \| \| \| \| \| Mamenchisaurus \| \| \| \| |
|              | Neosauropoda                                                  |
|              |                                                               |
|              | Omeisaurus                                                    |
|              |                                                               |
|              | Mamenchisaurus                                                |
|              |                                                               |

|  | Omeisaurus     |
|  |                |
|  | Mamenchisaurus |
|  |                |

|  | Vulcanodon    |
|  |               |
|  | Tazoudasaurus |
|  |               |

| Omeisauridae | \| \| Omeisaurus \| \| \| \| \| \| Mamenchisaurus \| \| \| \| |
|              | \| \| Omeisaurus \| \| \| \| \| \| Mamenchisaurus \| \| \| \| |
|              | Neosauropoda                                                  |
|              |                                                               |
|              | Omeisaurus                                                    |
|              |                                                               |
|              | Mamenchisaurus                                                |
|              |                                                               |

|  | Omeisaurus     |
|  |                |
|  | Mamenchisaurus |
|  |                |

| Omeisauridae | \| \| Omeisaurus \| \| \| \| \| \| Mamenchisaurus \| \| \| \| |
|              | \| \| Omeisaurus \| \| \| \| \| \| Mamenchisaurus \| \| \| \| |
|              | Neosauropoda                                                  |
|              |                                                               |
|              | Omeisaurus                                                    |
|              |                                                               |
|              | Mamenchisaurus                                                |
|              |                                                               |

|  | Omeisaurus     |
|  |                |
|  | Mamenchisaurus |
|  |                |

|  | Vulcanodon    |
|  |               |
|  | Tazoudasaurus |
|  |               |

| Omeisauridae | \| \| Omeisaurus \| \| \| \| \| \| Mamenchisaurus \| \| \| \| |
|              | \| \| Omeisaurus \| \| \| \| \| \| Mamenchisaurus \| \| \| \| |
|              | Neosauropoda                                                  |
|              |                                                               |
|              | Omeisaurus                                                    |
|              |                                                               |
|              | Mamenchisaurus                                                |
|              |                                                               |

|  | Omeisaurus     |
|  |                |
|  | Mamenchisaurus |
|  |                |

| Omeisauridae | \| \| Omeisaurus \| \| \| \| \| \| Mamenchisaurus \| \| \| \| |
|              | \| \| Omeisaurus \| \| \| \| \| \| Mamenchisaurus \| \| \| \| |
|              | Neosauropoda                                                  |
|              |                                                               |
|              | Omeisaurus                                                    |
|              |                                                               |
|              | Mamenchisaurus                                                |
|              |                                                               |

|  | Omeisaurus     |
|  |                |
|  | Mamenchisaurus |
|  |                |

|  | Vulcanodon    |
|  |               |
|  | Tazoudasaurus |
|  |               |

| Omeisauridae | \| \| Omeisaurus \| \| \| \| \| \| Mamenchisaurus \| \| \| \| |
|              | \| \| Omeisaurus \| \| \| \| \| \| Mamenchisaurus \| \| \| \| |
|              | Neosauropoda                                                  |
|              |                                                               |
|              | Omeisaurus                                                    |
|              |                                                               |
|              | Mamenchisaurus                                                |
|              |                                                               |

|  | Omeisaurus     |
|  |                |
|  | Mamenchisaurus |
|  |                |

| Omeisauridae | \| \| Omeisaurus \| \| \| \| \| \| Mamenchisaurus \| \| \| \| |
|              | \| \| Omeisaurus \| \| \| \| \| \| Mamenchisaurus \| \| \| \| |
|              | Neosauropoda                                                  |
|              |                                                               |
|              | Omeisaurus                                                    |
|              |                                                               |
|              | Mamenchisaurus                                                |
|              |                                                               |

|  | Omeisaurus     |
|  |                |
|  | Mamenchisaurus |
|  |                |

|  | Vulcanodon    |
|  |               |
|  | Tazoudasaurus |
|  |               |

| Omeisauridae | \| \| Omeisaurus \| \| \| \| \| \| Mamenchisaurus \| \| \| \| |
|              | \| \| Omeisaurus \| \| \| \| \| \| Mamenchisaurus \| \| \| \| |
|              | Neosauropoda                                                  |
|              |                                                               |
|              | Omeisaurus                                                    |
|              |                                                               |
|              | Mamenchisaurus                                                |
|              |                                                               |

|  | Omeisaurus     |
|  |                |
|  | Mamenchisaurus |
|  |                |

| Omeisauridae | \| \| Omeisaurus \| \| \| \| \| \| Mamenchisaurus \| \| \| \| |
|              | \| \| Omeisaurus \| \| \| \| \| \| Mamenchisaurus \| \| \| \| |
|              | Neosauropoda                                                  |
|              |                                                               |
|              | Omeisaurus                                                    |
|              |                                                               |
|              | Mamenchisaurus                                                |
|              |                                                               |

|  | Omeisaurus     |
|  |                |
|  | Mamenchisaurus |
|  |                |

|  | Vulcanodon    |
|  |               |
|  | Tazoudasaurus |
|  |               |

| Omeisauridae | \| \| Omeisaurus \| \| \| \| \| \| Mamenchisaurus \| \| \| \| |
|              | \| \| Omeisaurus \| \| \| \| \| \| Mamenchisaurus \| \| \| \| |
|              | Neosauropoda                                                  |
|              |                                                               |
|              | Omeisaurus                                                    |
|              |                                                               |
|              | Mamenchisaurus                                                |
|              |                                                               |

|  | Omeisaurus     |
|  |                |
|  | Mamenchisaurus |
|  |                |

| Omeisauridae | \| \| Omeisaurus \| \| \| \| \| \| Mamenchisaurus \| \| \| \| |
|              | \| \| Omeisaurus \| \| \| \| \| \| Mamenchisaurus \| \| \| \| |
|              | Neosauropoda                                                  |
|              |                                                               |
|              | Omeisaurus                                                    |
|              |                                                               |
|              | Mamenchisaurus                                                |
|              |                                                               |

|  | Omeisaurus     |
|  |                |
|  | Mamenchisaurus |
|  |                |

|  | Vulcanodon    |
|  |               |
|  | Tazoudasaurus |
|  |               |

| Omeisauridae | \| \| Omeisaurus \| \| \| \| \| \| Mamenchisaurus \| \| \| \| |
|              | \| \| Omeisaurus \| \| \| \| \| \| Mamenchisaurus \| \| \| \| |
|              | Neosauropoda                                                  |
|              |                                                               |
|              | Omeisaurus                                                    |
|              |                                                               |
|              | Mamenchisaurus                                                |
|              |                                                               |

|  | Omeisaurus     |
|  |                |
|  | Mamenchisaurus |
|  |                |

| Omeisauridae | \| \| Omeisaurus \| \| \| \| \| \| Mamenchisaurus \| \| \| \| |
|              | \| \| Omeisaurus \| \| \| \| \| \| Mamenchisaurus \| \| \| \| |
|              | Neosauropoda                                                  |
|              |                                                               |
|              | Omeisaurus                                                    |
|              |                                                               |
|              | Mamenchisaurus                                                |
|              |                                                               |

|  | Omeisaurus     |
|  |                |
|  | Mamenchisaurus |
|  |                |

## Paleoecología
Durante la última parte del Jurásico Inferior, el sur de África fue escenario de un vulcanismo masivo, lo que resultó en extensos flujos de lava, los llamados basaltos de inundación, que cubrieron gran parte del sur de África y la Antártida. Estas formaciones de basalto se conocen como la gran provincia ígnea de Karoo-Ferrar. Vulcanodon proviene de los "lechos de Vulcanodon", una unidad de sedimentos con fósiles dentro de la Formación Batoka, que se compone principalmente de basaltos de inundación. El esqueleto se encontró cerca de la parte superior de una capa de arena y limolita de 30 metros de espesor que está por encima y por debajo de basaltos de inundación.
Durante mucho tiempo se asumió que Vulcanodon vivió durante la parte más baja del Jurásico, el Hettangiense o en el límite Triásico-Jurásico , hace aproximadamente 200 millones de años. Por lo tanto, fue considerado como el saurópodo más antiguo conocido, hasta que se anunció en 2000 el descubrimiento del aún más antiguo Isanosaurus del Triásico Tardío. Adam Yates en 2004 ha demostrado recientemente que Vulcanodon es en realidad mucho más joven de lo que se pensaba anteriormente, que data de la parte superior del Jurásico Inferior durante el Toarciense, hace aproximadamente 175-183 millones de años. Por lo tanto, es contemporáneo al estrechamente relacionado Tazoudasaurus.] Aunque la localidad de Vulcanodon en sí no puede fecharse radiométricamente debido a la meteorización de las lavas, sería más o menos contemporánea a las lavas de Karoo de otras localidades, ya que toda la secuencia de erupciones volcánicas terminó en un millón de años.
Vulcanodon es el único dinosaurio con nombre de los "lechos de Vulcanodon". Cooper en 1984 señaló que el hábitat era desértico, como lo indican las arenas eólicas de la Formación Forest Sandstone, que subyace en los "lechos de Vulcanodon". Los sedimentos en los que se encontró Vulcanodon pueden representar depósitos de abanicos aluviales distales que se nivelaron en un paisaje desértico, que puede haber contenido lagos durante la estación húmeda. El individuo puede haber vagado por las orillas de los wadis que cortan los depósitos de los abanicos aluviales, a menos que el cadáver haya sido transportado a la localidad donde fue encontrado por una inundación.
Inicialmente, se pensaba que los saurópodos eran principalmente acuáticos, habitaban exuberantes pantanos de turba y estaban cautivos de la flotabilidad del agua para soportar su peso corporal gigante. En 1984, Cooper señaló que Vulcanodon , el saurópodo más primitivo conocido en ese momento, vivía en un ambiente desértico y, por lo tanto, debe haber sido terrestre. Esto indicó que el gran tamaño corporal de los saurópodos, como ya se vio en Vulcanodon , no había evolucionado como una adaptación a un estilo de vida acuático.